# Poeoptera kenricki
Poeoptera kenricki е вид птица от семейство Скорецови (Sturnidae).

## Разпространение
Видът е разпространен в Кения и Танзания.